# Stade Chaban-Delmas
Das Stade Chaban-Delmas, mit vollem Namen Stade Jacques Chaban-Delmas, ist ein Rugbystadion in der französischen Stadt Bordeaux im Département Gironde, Region Aquitanien. Seit 2015 ist das Rugbyteam der Union Bordeaux Bègles im Stadion alleiniger Nutzer. Zuvor trug auch der Fußballclub Girondins Bordeaux bis zum 9. Mai 2015 hier seine Spiele aus, bevor er in das neue Stadion Matmut Atlantique umzog.

## Geschichte
Im Jahr 1923 beschloss Bordeaux’ Bürgermeister Fernand Philippart den Bau eines Stadions mit Radrennbahn. Es bekam den Namen Stade du Parc Lescure. Wegen finanzieller Probleme musste die Anlage 1932 verkauft werden. Ein Jahr später beschloss der damalige Bürgermeister Adrien Marquet den Bau eines neuen Stadions. Die Architekten Raoul Jourde und Jacques D’Welles wurden mit der Planung beauftragt. Jacques D’Welles entwarf das Stadion im Art-déco-Stil. Es ist eines von mehreren Art-déco-Gebäuden von ihm in Bordeaux wie zum Beispiel das Arbeitsamt. Die Arena wurde komplett überdacht und war das erste Stadion der Welt ohne sichtbehindernde Dachsäulen zwischen den Tribünenrängen. Damals bot es 25.000 Plätze.
Am 12. Juni 1938 wurde das umgebaute Stade du Parc Lescure mit dem Spiel Brasilien gegen Tschechoslowakei der Fußball-Weltmeisterschaft eröffnet. Im Jahr 1986 wurde unter Architekt Guy Dupuis die Radrennbahn entfernt und die Kapazität auf 40.000 Zuschauerplätze erweitert. Für die Fußball-Weltmeisterschaft 1998 wurde das Stadion nach Entwürfen von Michel Moga saniert und umgebaut.
2001 wurde die Sportstätte nach dem ehemaligen Bürgermeister (1947–1995) von Bordeaux Jacques Chaban-Delmas in „Stade Jacques Chaban-Delmas“ umbenannt. Für die Rugby-WM 2007 bekam die Arena zwei große Videowände mit 37 m² und die Flutlichtanlage leistete jetzt 1609 Lux. Der Spielertunnel von den Kabinen zum Spielfeld ist mit fast 120 m der längste in Europa.
Das Stadion ist häufig Gastgeber eines Halbfinales der Rugby-Top 14.
Da sich das Stadion nicht weiter ausbauen ließ, ohne den Art-déco-Stil zu zerstören, wurde im Stadtviertel Lac das Matmut Atlantique mit 42.052 Plätzen, u. a. für die Fußball-Europameisterschaft 2016, gebaut. Als neuer Hauptmieter des Stade Chaban-Delmas wurde der Rugbyverein Union Bordeaux Bègles gefunden. Nachdem der Verein schon seit 2011 den früheren Parc Lescure für Topspiele nutzt, ist er seit der Saison 2015/16 vollständig übergesiedelt. Der Rugby-Verein hat in der Saison 2015/16 einen höheren Zuschauerschnitt als der Fußball-Verein – mit 25 539 Zuschauern den höchsten Wert einer Vereinsmannschaft in Europa.

## Spiele der Fußball-Weltmeisterschaft 1938 im Stade du Parc Lescure

### Viertelfinale
- 12. Juni 1938:  Brasilien –  Tschechoslowakei 1:1 n. V. (1:1,1:0)
- 14. Juni 1938:  Brasilien –  Tschechoslowakei 2:1 (0:1)

### Spiel um Platz 3
- 19. Juni 1938:  Schweden –  Brasilien 2:4

## Spiele der Fußball-Weltmeisterschaft 1998 im Stade du Parc Lescure

### Gruppenspiele
- 11. Juni 1998:  Italien –  Chile 2:2
- 16. Juni 1998:  Schottland –  Norwegen 1:1
- 20. Juni 1998:  Belgien –  Mexiko 2:2
- 24. Juni 1998:  Saudi-Arabien –  Südafrika 2:2
- 25. Juni 1998:  Argentinien –  Kroatien 1:0

### Achtelfinale
- 30. Juni 1998:  Rumänien –  Kroatien 0:1

## Spiele der Rugby-Union-Weltmeisterschaft 1999 im Stade du Parc Lescure

### Vorrunde: Gruppe C
- 08. Okt. 1999:  Frankreich –  Namibia 47:13
- 08. Okt. 1999:  Fidschi –  Kanada 38:22

## Spiele der Rugby-Union-Weltmeisterschaft 2007 im Stade Jacques Chaban-Delmas

### Vorrunde
- 09. Sep. 2007:  Irland –  Namibia 32:17
- 15. Sep. 2007:  Irland –  Georgien 14:10
- 25. Sep. 2007:  Kanada –  Japan 12:12
- 29. Sep. 2007:  Kanada –  Australien 6:37